# Língua avokaya
Avokaya (também escrita Abukeia, Avukaya, or ابوكية) é uma língua sudanesa central falada no Sudão do Sul, na República Democrática do Congo e em partes da República do Congo. Seus falantes ocupam áreas contíguas ao longo das fronteitas dos países. Maridi no Sudão do Sul e Faradje no Congo são os principais pontos onde a língua é falada. Em 2002, o número de falantes Avokaya no Sudão do Sul era de 40 mil. Os 25 mil falantes estimados no Congo são valores de 1989.
Em Maridi, existe muito bilinguismo e também casamentos com falantes de Baka (uma língua central do Sudão) e Mündü (uma língua ubigeniana). Também são faladas a língua árabe juba (língua franca do Sudão do Sul), a língua árabe sudanesa e também a língua inglesa, para comunicação mais ampla no Sudão. No Congo, os falantes costumem falar o suaíle, o lingala e o francês.

## Dialetos
Os dois dialetos principais de Avokaya são Ajugu, falado na divisa dos países ao sul de Maridi, e Ojila, falado na região entre o rios Naam (Era) e Olo. Oss dois dialetos são falados em ambos os países, com os dialetos menores de Ogambi do norte e Avokaya Pur falado somente na região Faradje, Congo. Avokaya está mais próximo da língua logo, especialmente no caso dialecto Ogambi do Norte (enquanto o dialeto Ogambi é um dialeto de Logo, não do Avokaya.)

## Escrita
Há uma forma do alfabeto latino criada por missionários para uso da língua Avokaya. São cerca de 45 símbolos formados por letras tradicionais, letras com diacríticos, conjuntos de duas ou três consoantes, um caractere próprio; há também diacríticos indicando os tons da língua.